# کارل شوارتزشیلد
کارل شواترزشیلد (به انگلیسی: Karl Schwarzschild) فیزیک‌دان و اخترشناس آلمانی بود. شهرت وی بیش‌از هر چیز به‌سبب یافتن نخستین راه‌حل دقیق و غیربدیهی (به انگلیسی: nontrivial solution) معادلات میدان اینشتین در نسبیت عام است.

## زندگی
او کارهای برجسته‌ای در اخترشناسی و فیزیک کرده‌است. شناخته‌ترین کارش، بیانی از نسبیت عام انیشتین بود که کمی پیش‌از مرگش و پس‌از پایان جنگ جهانی اول به‌دست داد.
او از نخستین کسانی بود که پس‌از معرفی نسبیت عام در ۱۹۱۵ (میلادی) از سوی اینشتین، که یکی از دقیق‌ترین راه‌حل‌ها را برای معادلات میدان اینشتین پیش نهاد.

## مرگ
چندی پس‌از پیش‌نهادن راه‌حلش در نسبیت عام، در ۱۱ مه ۱۹۱۶ درگذشت.